# 須川町 (福島市)
須川町（すかわちょう）は、福島県福島市の町名。丁番を持たない単独町名である。郵便番号は960-8067。

## 地理
市の本庁所管にあたる中央西地域に属し、JR福島駅西口市街地の南西部に位置する。東西は福島市立岳陽中学校東側境界から上川原児童遊園にかけての約400m、南北は荒川から福島市立岳陽中学校北側境界、福島市道太田町野田町4号線にかけての約500mの三日月形の範囲を町域とする。北で太田町、東で矢剣町、南で荒川を挟み方木田、南西で荒川を挟み八木田、西で野田町一丁目と隣接する。上町に所在する 福島警察署及び天神町に所在する福島消防署のそれぞれ管轄にあたる。

## 歴史
旧来の信夫郡福島町の字上川原、下河原の一部に当たる区域が再編され設置された。1964年に住居表示が施工され現在に至る。

## 世帯数と人口
2021年（令和3年）10月31日現在の世帯数と人口は以下の通りである。
| 町丁   | 世帯数  | 人口  |
| ------ | ------- | ----- |
| 須川町 | 153世帯 | 324人 |

## 小・中学校の学区
市立小・中学校に通う場合、学区は以下の通りとなる。
| 番地 | 小学校               | 中学校             |
| ---- | -------------------- | ------------------ |
| 全域 | 福島市立三河台小学校 | 福島市立岳陽中学校 |

## 交通

### 鉄道
- 栄町に所在するJR福島駅が最寄りの鉄道駅である。

### 道路
- 福島県道126号福島微温湯線（微温湯街道）
  - 八木田橋

### バス
町内にバス停は存在しない。町域北東側至近の太田町の県道126号上に福島交通路線バス土船行・大原綜合病院行の八木田橋バス停が設置されている。

## 施設
- 福島市立岳陽中学校
- 上川原児童遊園
- 福島隣保館保育所